# HMS Illustrious (1978)
HMS Illustrious (R06) – drugi z serii trzech lekkich lotniskowców typu Invincible, zbudowany na początku lat 80. XX wieku. Był piątym okrętem marynarki brytyjskiej i drugim lotniskowcem, który nosił to imię. Przez swoją załogę nazywany był Lusty.
Okręt pojawił się w działaniach wojennych w Iraku i Bośni w latach 90. oraz w Sierra Leone w 2000 roku. Między innymi od grudnia 1996 roku służył przez pół roku na Adriatyku, zastępując lotniskowiec „Invincible” w działaniach przeciw pozycjom bośniackich Serbów.
Gruntowny remont w 2002 roku spowodował wycofanie okrętu z działań podczas wojny w Iraku, jednak ukończono go na czas akcji ochrony brytyjskich obywateli pozostałych w Libanie podczas wojny na terenie tego kraju. Lotniskowiec skreślono ze stanu floty 28 sierpnia 2014 roku i – po zakończonych niepowodzeniem staraniach o przekształcenie go w okręt muzeum – postanowiono, że zostanie pocięty na złom w tureckiej stoczni złomowej. Przedsiębiorstwo Leyal Ship Recycling Ltd. zapłaciło za okręt 2 miliony funtów.